# كفر بركات
قرية كفر بركات هي إحدى القرى التابعة لمركز العياط في محافظة الجيزة في جمهورية مصر العربية. حسب إحصاءات سنة 2006، بلغ إجمالي السكان في كفر بركات 3794 نسمة، منهم 2023 رجل و1771 امرأة.